# Vérkhnie Khaltxí
Vérkhnie Khaltxí (en rus: Верхние Халчи) és un poble de l'óblast de Kursk, a Rússia, que en el cens del 2010 tenia 126 habitants. Pertany al districte rural de Fatej.